# 绍约厄勒什
绍约厄勒什，是匈牙利包尔绍德-奥包乌伊-曾普伦州所辖的一个村。总面积8.44平方公里，总人口1314，人口密度155.7人/平方公里（2011年1月1日）。